# Agua de Oro
Agua de Oro is een plaats in het Argentijnse bestuurlijke gebied Colón in de provincie Córdoba. De plaats telt 1553 inwoners.